# أفراح (فلم 1968)
أفراح فيلم مصري من إنتاج عام 1968.

## قصة الفيلم
يمر توفيق بضائقة مالية، تموت إحدى قريباته ويكون هو الوريث الوحيد لها فيبيع أثاث منزلها لسداد ديونه، تترك له جوهرة ثمينة، ويفاجأ بأنها مخبئة في إحدى قطع الأثاث المباع، يبحث عن المشتري فيجده قد أرسل الأثاث إلى لبنان. في نفس الوقت هناك عصابة تبحث عن الجوهرة. يسافر توفيق إلى بيروت للبحث عنه.

## بطولة
- حسن يوسف
- نجلاء فتحي
- رندة
- عادل إمام
- عادل أدهم
- سعيد أبو بكر
- ثلاثي أضواء المسرح
  - سمير غانم
  - جورج سيدهم
  - الضيف أحمد
- محمود رشاد
- علية عبد المنعم
- علية فوزى
- أميرة (الراقصة)
- جوزيف نانو
- إبراهيم مرعشلي
- فوزي الكيالي
- كارول دولاب
- إيلي شماس
- يوسف شرف الدين

## روابط خارجية
- مقالات تستعمل روابط فنية بلا صلة مع ويكي بيانات